# Харіспаттува (підрозділ окружного секретаріату)
Підрозділ окружного секретаріату Харіспаттува — підрозділ окружного секретаріату округу Канді, Центральна провінція, Шрі-Ланка. Складається з 84 Грама Ніладхарі.